# Championnat d'Afrique de beach soccer 2013
Navigation
2011 2015
Le Championnat d'Afrique de beach soccer 2013 est la 6e édition de la plus grande compétition pour les sélections nationales de beach soccer membres de la Confédération africaine de football. Les deux premières places sont qualificatives pour la Coupe du monde 2013.
L'Afrique de l'Ouest confirme sa souveraineté sur le beach soccer sur le continent africain. Le Sénégal et la Côte d'Ivoire ont composté leurs billets pour la Coupe du monde de beach soccer 2013 à Tahiti en se qualifiant pour la finale de la compétition qualificative de la CAF, disputée au Maroc, à El Jadida.
Représentée dans le dernier carré pour la quatrième fois consécutive, l'Afrique du Nord a encore déchanté, ne parvenant pas à franchir une dernière marche qui lui aurait ouvert les portes de l'élite. Le Sénégal et la Côte d'Ivoire rejoignent les 14 autres sélections qualifiées pour la phase finale.

## Nations participantes
- Côte d'Ivoire

- Égypte

- Ghana

- Libye

- Madagascar

- Maroc

- Nigeria

- Sénégal

## Compétition

### Phase de groupes

#### Groupe A
Dans le Groupe A, le Ghana, néophyte, a connu une rude entrée en matière qui l'a vu s'incliner 9-2 face aux Marocains. Puis il a reçu une nouvelle correction (11:3) face aux Sénégalais. Le dernier match du groupe l'opposait à une équipe de Madagascar elle aussi bredouille. Les îliens, qui avaient atteint le dernier carré lors de la dernière édition, se sont aisément imposés 10:3 grâce notamment à un quintuplé de Tianasoa Raseasimbola. Auteur de huit réalisations en trois matches, le milieu de terrain malgache a terminé quatrième meilleur buteur ex-æquo de la compétition.
| Rang | Équipe     | Pts | J | G | N | P | Bp | Bc | Diff |
| ---- | ---------- | --- | - | - | - | - | -- | -- | ---- |
| 1    | Sénégal    | 9   | 3 | 3 | 0 | 0 | 21 | 8  | +13  |
| 2    | Maroc      | 6   | 3 | 2 | 0 | 1 | 17 | 8  | +9   |
| 3    | Madagascar | 3   | 3 | 1 | 0 | 2 | 16 | 16 | 0    |
| 4    | Ghana      | 0   | 3 | 0 | 0 | 3 | 8  | 30 | -22  |

- Sélection qualifiée pour les demi-finales

#### Groupe B
Le Groupe B a connu un épilogue similaire au groupe A, les protagonistes du dernier match, à savoir l'Égypte et la Libye, n'ayant plus aucune chance de briguer une place en demi-finale. Les Égyptiens l'ont emporté 8:3, leur meilleur buteur Aly Elbarbary et Ahmed Mohamed Abouserie signant trois buts chacun.
| Rang | Équipe        | Pts | J | G | N | P | Bp | Bc | Diff |
| ---- | ------------- | --- | - | - | - | - | -- | -- | ---- |
| 1    | Côte d'Ivoire | 9   | 3 | 3 | 0 | 0 | 14 | 9  | +5   |
| 2    | Nigeria       | 6   | 3 | 2 | 0 | 1 | 20 | 13 | +7   |
| 3    | Égypte        | 3   | 3 | 1 | 0 | 2 | 13 | 15 | -2   |
| 4    | Libye         | 0   | 3 | 0 | 0 | 3 | 11 | 21 | -10  |

- Sélection qualifiée pour les demi-finales

### Phase finale
Vainqueur des qualifications africaines au Maroc il y a deux ans, le Sénégal fait à nouveau figure de favori. Les protégés d'Amadou Diop n'ont pas déçu en négociant parfaitement la phase de groupes, qui les a vus inscrire un total record de 21 buts. En demi-finale, les Sénégalais étaient opposés aux Nigérians, quadruples champions d'Afrique. Après une entame manquée, ils se sont imposés 9-8. Le premier déçu des demi-finales, qui faisait partie des favoris avant le début de la compétition. Après deux victoires 8-4 lors de leurs deux premières rencontres, face à la Libye et l'Égypte, les Nigérians ont été battus par les Ivoiriens en toute fin de match. Deuxièmes de leur groupe, les Super Sandeagles ont donc affronté les Sénégalais dans le dernier carré. Menés en début de rencontre, ils ont fait la course derrière pour finalement s'incliner 9-8.
Quant aux Ivoiriens, ils ont davantage souffert pour décrocher leur deuxième qualification pour la grand-messe de la discipline. Vainqueurs 4-1 de l'Égypte lors de leur entrée en lice, ils se sont retrouvés en difficulté face à la Libye, qui les menait 3-0. Ils ont su cependant inverser la vapeur et s'offrir une victoire capitale. Dans le dernier match de groupe, les Éléphants sont opposés au Nigeria, qu'ils n'ont dominé que grâce à un but de Daniel Kouatssitchi en toute fin de rencontre. Leur première place leur a permis d'éviter le Sénégal dans le dernier carré, où ils ont dû puiser dans leurs réserves pour signer leur troisième succès de la compétition (5-4). Vedettes de l'équipe dirigée par Jean Soro, Kouatssitchi et Moustapha Sakanoko ont inscrit 17 des 20 buts de leur formation. Sur ses terres, le Maroc est passé à deux buts de mettre fin à l'hégémonie ouest-africaine dans les qualifications. Emmenés par leur attaquant Nassim El Hadaoui, élu meilleur joueur de la compétition, les Nord-Africains terminent deuxièmes de leur groupe derrière le Sénégal grâce à leur victoire face à Madagascar et à la Libye. En demi-finale, ils affrontaient les Ivoiriens pour une place à la Coupe du monde. Dans cette rencontre équilibrée, les Marocains ont eu leur chance, mais la Côte d'Ivoire a mis fin à leur rêve, malgré la réduction du score tardive d'Abdelkabir Moufakir.
Lors de la finale, perturbée par le vent, le Sénégal domine la Côte d'Ivoire, prenant trois longueurs d'avance grâce à Pape Jean Koukpaki, Ngalla Sylla et Ibrahima Baldé. Les Ivoiriens ont eu l'occasion de revenir au score sur penalty, mais le gardien Armand Kouadio ne convertit pas sa tentative et son équipe s'incline finalement 4-1.
|  | Demi-finales  | Demi-finales  | Demi-finales  | Demi-finales  |                               |         | Finale      | Finale      | Finale      | Finale      |
|  |               |               |               |               |                               |         |             |             |             |             |
|  | 25 mai 2013   | 25 mai 2013   | 25 mai 2013   | 25 mai 2013   |                               |         | 26 mai 2013 | 26 mai 2013 | 26 mai 2013 | 26 mai 2013 |
|  | Sénégal       | Sénégal       | 9             | 9             |                               |         | 26 mai 2013 | 26 mai 2013 | 26 mai 2013 | 26 mai 2013 |
|  | Sénégal       | Sénégal       | 9             | 9             |                               |         | 26 mai 2013 | 26 mai 2013 | 26 mai 2013 | 26 mai 2013 |
|  | Nigeria       | Nigeria       | 8             | 8             |                               |         | 26 mai 2013 | 26 mai 2013 | 26 mai 2013 | 26 mai 2013 |
|  | Nigeria       | Nigeria       | 8             | 8             | Sénégal                       | Sénégal | 4           | 4           |             |             |
|  | 25 mai 2013   |               |               |               | Sénégal                       | Sénégal | 4           | 4           |             |             |
|  |               |               | Côte d'Ivoire | Côte d'Ivoire | 1                             | 1       |             |             |             |             |
|  | Côte d'Ivoire | Côte d'Ivoire | Côte d'Ivoire | Côte d'Ivoire | 1                             | 1       | 5           | 5           |             |             |
|  | Côte d'Ivoire | Côte d'Ivoire |               |               |                               |         |             | 5           |             |             |
|  | Maroc         | Maroc         | 4             | 4             |                               |         |             |             |             |             |
|  | Maroc         | Maroc         | 4             | 4             | Match pour la troisième place |         |             |             |             |             |
|  |               |               |               |               |                               |         |             |             |             |             |
|  | 26 mai 2013   |               |               |               |                               |         |             |             |             |             |
|  | Nigeria       | Nigeria       | 2             | 2             |                               |         |             |             |             |             |
|  | Nigeria       | Nigeria       | 2             | 2             |                               |         |             |             |             |             |
|  | Maroc         | Maroc         | 7             | 7             |                               |         |             |             |             |             |
|  | Maroc         | Maroc         | 7             | 7             |                               |         |             |             |             |             |

## Trophées

### Classement final
| Place | Équipe        |
| ----- | ------------- |
| 1     | Sénégal       |
| 2     | Côte d'Ivoire |
| 3     | Maroc         |
| 4     | Nigeria       |
| 5     | Madagascar    |
| 6     | Égypte        |
| 7     | Libye         |
| 8     | Ghana         |

### Trophées individuels
- Meilleur joueur :  Nassim El Hadaoui
- Meilleur buteur :   Azeez Abu (12 buts)
- Meilleur gardien :  Al Seyni Ndiaye

### Classement des buteurs
| 12 buts - Azeez Abu 9 buts - Moustapha Sakanoko - Pape Jean Koukpaki | 8 buts - Ngalla Sylla - Daniel Kouatssitchi - Tianasoa Raseasimbola - Nassim El Hadaoui - Cheikhouna Tidiane Lo | 6 buts - Isiaka Olawale - Aly Elbarbary |